# Spanglish
Spanglish ist eine von der spanischsprachigen Bevölkerung der USA (Hispanics) gesprochene Mischform der englischen und spanischen Sprache. Diese Varietät kommt hauptsächlich in Regionen vor, in denen sowohl Spanisch als auch Englisch gesprochen wird, beispielsweise dem Grenzgebiet von Mexiko und den USA, Florida, New York City oder Los Angeles. Auf Spanisch wird die Mischsprache zumeist Espanglish genannt, seltener Espanglis oder abwertend pocho. Im portugiesischsprachigen Raum bezeichnet Portuñol die entsprechende Vermischung von Portugiesisch und Spanisch.
Beispiele solcher „spanglishen“ Ausdrücke sind: 
- llamar para atrás von englisch call back (zurückrufen) anstatt devolver la llamada[1]
- te veo von englisch see you (soon) als (bis bald) anstatt hasta pronto oder hasta luego
- no hace sentido von englisch it does not make sense (es ergibt keinen Sinn) anstatt no tiene sentido
- me voy a la marqueta von englisch I am going to the market (ich gehe zum Markt) anstatt me voy al mercado
- quiero un jamburguer von englisch I would like to have a hamburger (Ich möchte einen Hamburger) anstatt quiero una hamburguesa
- drinquear von englisch to drink (trinken) anstatt beber
- priti von englisch pretty (hübsch, nett) anstatt guapa
- déjame saber, von englisch Let me know (wörtlich:Lass es mich wissen = Gib mir Bescheid) anstatt avísame.[2]
- hacer mi día, von englisch Make my day (Du hast mir den Tag gerettet) anstatt ¡Así salvaste mi día!
- es Miguel, von englisch It's Miguel (Hier spricht Miguel [Telefon]) anstatt Habla Miguel.[3]